# Francisco Garate Bergaretxe
Francisco Garate Bergaretxe (Durango, Vizcaya, España, 11 de enero de 1917 — 27 de septiembre de 1986) fue un futbolista español que se desempeñaba como delantero.
Es hermano mayor de Ignacio Garate, futbolista del Athletic Club y Deportivo de la Coruña en los años 50.

## Trayectoria
Garate fue un destacado delantero del Athletic Club en el periodo inmediatamente tanto anterior como posterior a la guerra civil española. En su primera temporada conquistó la Liga, en la que marcó ocho goles, junto a algunos de los miembros de la primera delantera histórica del club (Iraragorri, Bata y Gorostiza).
En la temporada 1939-40, primera después de la guerra, fue uno de los pocos jugadores que permanecía en el equipo desde 1936 (Gorostiza, Oceja, Elices, Zabala y Urra fueron los otros). En esta etapa coincidió con futbolistas de la talla de Iriondo, Zarra, Panizo o Gainza. En sus últimas tres temporadas en el club, entre 1943 y 1946, apenas jugó una decena de partidos, por lo que decidió retirarse. En total, disputó 134 partidos oficiales y marcó 54 goles.

## Clubes
| Club             | País   | Año         |
| ---------------- | ------ | ----------- |
| Cultural Durango | España | 1933 - 1934 |
| Athletic Club    | España | 1934-1946   |

## Palmarés
| Título                     | Club          | País   | Año     |
| -------------------------- | ------------- | ------ | ------- |
| Primera División de España | Athletic Club | España | 1935-36 |
| Primera División de España | Athletic Club | España | 1942-43 |
| Copa del Generalísimo      | Athletic Club | España | 1943    |
| Copa del Generalísimo      | Athletic Club | España | 1944    |
| Copa del Generalísimo      | Athletic Club | España | 1945    |